# Brasseries Kronenbourg
Brasseries Kronenbourg (wym. [bʁasɛˈʁi ˈkʁonɛ̃buʁ], z fr. Browary Kronenbourg) – francuskie przedsiębiorstwo piwowarskie należące do duńskiego koncernu Carlsberg. Strasburski browar swoją historią sięga 1664 roku, dzięki czemu jest najstarszym tego typu zakładem w kraju. Obecnie cała produkcja odbywa się w nieodległym browarze w Obernai, zaś w Strasburgu mieści się siedziba władz przedsiębiorstwa.

## Historia
W 1664 roku bednarz Jérôme (Geronimus) Hatt wynajął działający od siedemnastu lat browar przy place du Corbeau w centrum Strasburga, znany wówczas jako Zur Carthaunen lub Zur Kanone. 9 czerwca 1664 roku Hatt uzyskał tytuł mistrza piwowarskiego. Pięć lat później wykupił zakład od dotychczasowego właściciela. W ten sposób rozpoczęła się historia najstarszego browaru i jednego z najstarszych wciąż działających przedsiębiorstw we Francji. Rodzina Hattów kierowała browarem nieprzerwanie do 1977 roku.
W 1850 roku Frédéric Guillaume Hatt przeniósł siedzibę browaru Canon na położone na wzgórzu przedmieście Cronenbourg. Powodem były znacznie lepsze, w nowej lokalizacji, warunki do produkcji coraz popularniejszego piwa dolnej fermentacji, ale także zniszczenia, jakich w czasie powodzi dokonywała wylewająca rzeka Ill. Datę tę uznaje się za początek przemysłowej historii browaru.
W 1922 roku rodzina Hattów przejęła cieszącą się uznaniem alzacką restaurację Le Grand Tigre, z okazji czego browar w Cronenbourgu wyprodukował nową markę piwa, Tigre Bock. Kilka lat później było ono już najpopularniejszym piwem we Francji.
Kolejne innowacje w browarze wprowadził po II wojnie światowej Jérôme Hatt, jego ówczesny właściciel. Po powrocie ze Stanów Zjednoczonych zdecydował o zmianie nazwy podstawowego produktu swojego przedsiębiorstwa, Tigre Bock, na Kronenbourg. Dla podkreślenie niemieckich korzeni alzackiego piwa użyto początkowej litery „K”. W 1947 roku wprowadzono pierwszą szklaną butelkę o pojemności 0,33 l z kapslem, a dwa lata później butelkę o pojemności 0,25 l. Z okazji koronacji Elżbiety II w 1952 roku rozpoczęto produkcję piwa Kronenbourg 1664 (od 1998 roku jako „1664”), które dzięki nietypowemu opakowaniu zyskało przydomek „białego kołnierzyka” (col blanc). Rok później wypuszczono na rynek pierwsze piwo w puszce.
Rozwój przedsiębiorstwa sprawił, że zakład w Cronenbourgu nie był dostatecznie wydajny w zestawieniu z zapotrzebowaniem. W związku z tym w 1969 roku rozpoczęła się budowa największego w ówczesnej Europie browaru „K2” w oddalonym o 35 kilometrów Obernai. Zakład w Obernai zajmuje teren 70 ha i w chwili swojego powstania mógł wytworzyć 6,5 mln hl napojów rocznie. W 1994 roku jako pierwszy browar we Francji uzyskał certyfikat ISO 9002, zaś cztery lata później jako pierwszy browar na świecie ISO 14001.
W roku 1970 Kronenbourg wszedł w skład spółki Boussois-Souchon-Neuvesel (BSN), znanej później jako Grupa Danone. W tym samym czasie BSN nabyło Société Européenne de Brasseries, właściciela marek Kanterbräu i Gold. W 1986 roku marki Kronenbourg oraz Kanterbräu wydzielono z BSN tworząc przedsiębiorstwo Browary Kronenbourg. W roku 2000 zostało ono odkupione od Danone przez Scottish & Newcastle, zaś po ośmiu latach przeszło we władanie Grupy Carlsberg.

## Współczesność
Po zamknięciu browarów w Strasburgu oraz Rennes, a także odsprzedaniu zakładu w Champigneulles, cała produkcja Grupy Carlsberg we Francji odbywa się w Obernai. Zakład wytwarza 7,5 mln hl piwa rocznie. W 2010 roku udział Browarów Kronenbourg w rynku piwa we Francji wyniósł 30,5%, zaś obroty w roku 2011 – 902 mln euro. Z końcem 2011 roku przedsiębiorstwo zatrudniało 1210 osób.
W części dawnego zakładu produkcyjnego w Strasburgu mieści się obecnie muzeum browaru.

## Marki

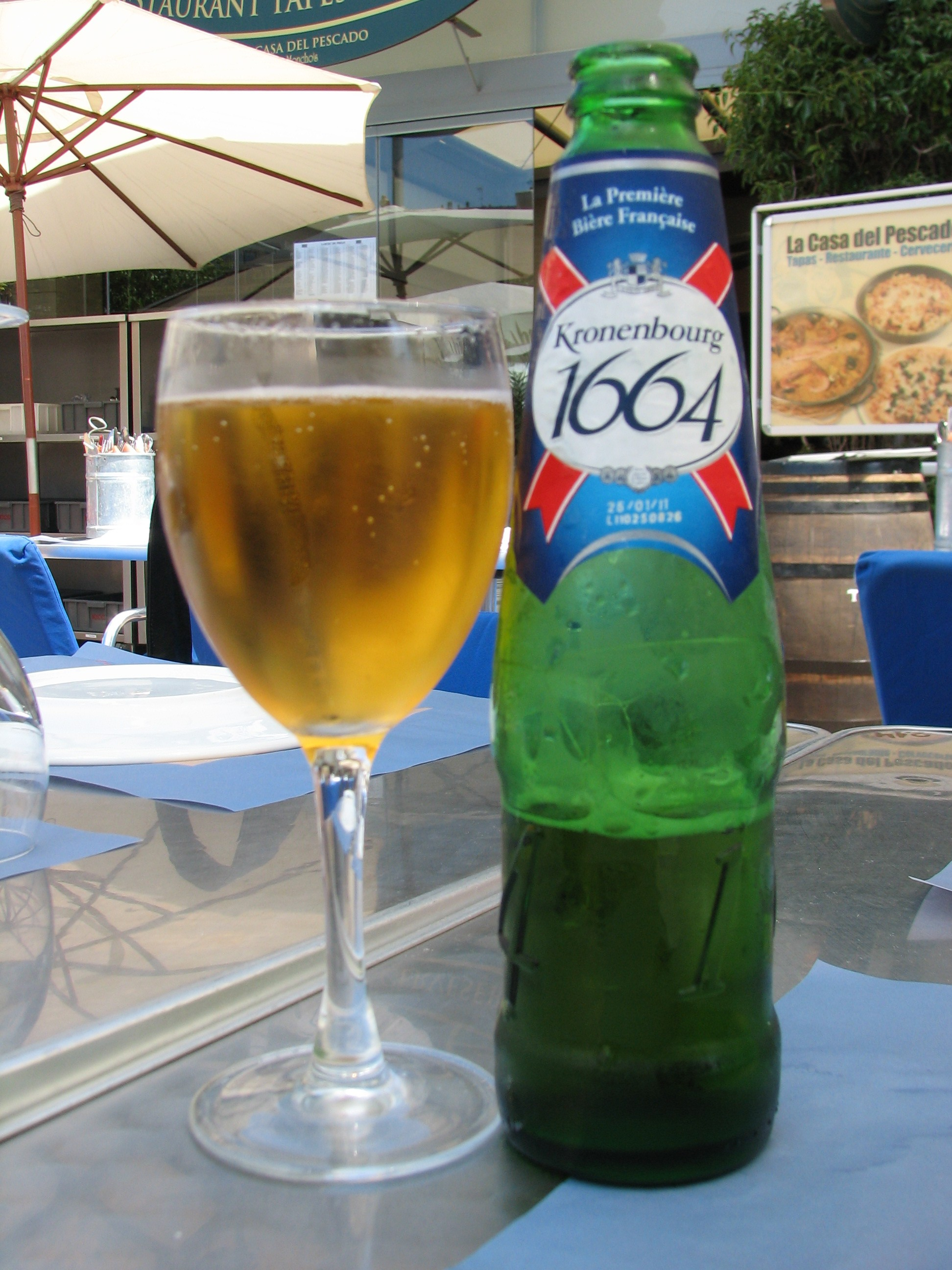
Piwo 1664

W browarze Obernai produkuje się ponad 20 różnych odmian piwa i napojów pochodnych. Są to:
- 1664 – jasne piwo o owocowym posmaku i zawartości alkoholu 5,5%[15],
  - odmiany: 1664, 1664 Blanc[16], 1664 Gold[17], 1664 Millésime[18],
- Force 4 – panaché, mieszanina piwa i lemoniady o zawartości alkoholu nieprzekraczającej 0,5%[19],
- Kanterbräu – tradycyjne alzackie jasne piwo, stworzone w 1910 roku. Zawartość alkoholu wynosi 4,2%. Nazwa nawiązuje do mistrza piwowarskiego Kantera[20],
- Kronenbourg – „sztandarowa” marka browaru, której historia sięga 1922 roku. Jest to jasne piwo o zawartości alkoholu 4,2%[21]. Najpopularniejsze piwo we Francji[5],
  - odmiany: Kronenbourg, 7.2[22], 7.2 Ambrée[23], Extra Fine[24], Fleuron d’Alsace[25],
- Wilfort – ciemne piwo górnej fermentacji o zawartości alkoholu 6,3%[26],
- marki produkowane na zagranicznych licencjach:
  - Carlsberg – duńskie jasne piwo, podstawowy produkt międzynarodowego koncernu[27],
    - odmiany: Carlsberg, Carlsberg Elephant[28],

  - Grimbergen – grupa belgijskich piw typu klasztornego,
    - odmiany: Blanche[29], Cuvée Ambrée[30], La Réserve[31], Rouge[32],

  - Guinness – tradycyjne irlandzkie piwo typu stout[33],
    - odmiany: Guinnes, Guinnes Surger[34],

  - Kilkenny – irlandzkie czerwone ale[35],
  - San Miguel – hiszpańskie piwo jasne[36],
  - Wel Scotch – szkockie bursztynowe piwo typu ale[37].